# Siergiej Zwieriew (polityk)
Siergiej Aleksiejewicz Zwieriew (ros. Серге́й Алексе́евич Зве́рев, ur. 5 października?/18 października 1912 we wsi Sofronkowo w obwodzie nowogrodzkim, zm. 17 grudnia 1978 w Moskwie) – radziecki polityk i działacz partyjny, Bohater Pracy Socjalistycznej (1972).

## Życiorys
Po ukończeniu Leningradzkiego Instytutu Mechaniki Precyzyjnej i Optyki pracował jako inżynier konstruktor w Państwowym Instytucie Optyki oraz w fabryce nr 350 w Leningradzie, w której później został głównym technologiem. Od 1940 był głównym inżynierem fabryki nr 237 w Kazaniu i nr 297 w Joszkar-Oła Ludowego Komisariatu Uzbrojenia ZSRR, po ataku Niemiec na ZSRR wniósł wielki wkład w wyposażenie Armii Czerwonej, od października 1944 był głównym inżynierem fabryki nr 393 w Krasnogorsku. Od 1942 członek WKP(b), od 1947 pracował w Ministerstwie Uzbrojenia ZSRR/Ministerstwie Przemysłu Obronnego ZSRR, zastępca szefa 2 Głównego Zarządu, później 8 Głównego Zarządu tego ministerstwa i następnie wiceminister. Od grudnia 1957 zastępca przewodniczącego Państwowego Komitetu przy Radzie Ministrów ZSRR ds. techniki obronnej, od 13 marca 1963 do 2 marca 1965 przewodniczący Państwowego Komitetu ZSRR ds. techniki obronnej - minister ZSRR, od 2 marca 1965 do śmierci minister przemysłu obronnego ZSRR. Od 1966 członek KC KPZR oraz deputowany do Rady Najwyższej ZSRR od 7. do 9. kadencji.
Pochowany na Cmentarzu Nowodziewiczym.

## Odznaczenia i nagrody
- Medal Sierp i Młot Bohatera Pracy Socjalistycznej (17 października 1972)
- Order Lenina (sześciokrotnie – 5 sierpnia 1944, 25 lipca 1978, 17 czerwca 1961, 28 lipca 1966, 25 października 1971 i 17 października 1972)
- Order Wojny Ojczyźnianej I klasy (16 września 1945)
- Order Czerwonego Sztandaru Pracy (dwukrotnie – 6 grudnia 1949 i 20 kwietnia 1956)
- Order Czerwonej Gwiazdy (3 czerwca 1942)
- Order „Znak Honoru” (17 października 1962)
- Nagroda Leninowska (1976)
- Nagroda Państwowa ZSRR (1971)
- Medal „Za pracowniczą dzielność” (16 stycznia 1950)